# 岩田廣一
岩田 廣一（いわた ひろかず）は日本の録音技師、録音監督。また株式会社映広の代表取締役会長。日本映画・テレビ録音協会名誉会員。

## 来歴
1947年東映東京撮影所に入社。録音部の第1期生。1970年に映広音響を創立。

## 主な作品

### 映画
| 公開年 | 作品名                   | 監督     |
| ------ | ------------------------ | -------- |
| 1997年 | GOING WEST 西へ…（整音） | 向井寛   |
| 2003年 | 手紙（整音）             | 松尾昭典 |